# Konkrétní poezie
Konkrétní poezie je poezie, v níž je řeč pojmů nahrazena řečí viditelných nebo slyšitelných objektů.
Podoba básně může být obrázková, početní, značková, písmová. Objektivní či konkrétní báseň pojímá i slovo jako předmět, který se především přirovnává, zařazuje, ohledává a kombinuje. Kombinace a permutace nahrazuje často kompozici.
Například:
srp srp srp srp

srp srp srp prs

srp prs srp srp